# 國立臺灣大學應用力學研究所

台大應用力學館

國立臺灣大學應用力學研究所（英語：Institute of Applied Mechanics, National Taiwan University），簡稱臺灣大學應力所、臺大應力所。為隸屬於國立臺灣大學工學院的研究所。
臺美斷交後臺灣無法再獲得軍事援助，為了培養國防工業研發人員自行研發飛彈戰機，1983年由臺大虞兆中校長與中山科學研究院黃孝宗代理院長決定設立應用力學研究所，首任所長為康乃爾大學教授、理論及應用力學專家，美國國家工程院院士、中央研究院院士鮑亦興。於1984年招收第一屆研究生。

## 位置
- 本所位置：校總區應用力學館（25°01′11″N 121°32′27″E / 25.0198080°N 121.5409402°E）
- 館舍建於1987年，總計11,572 平方公尺，地上四層，地下一層。

## 現況
- 現有專任教師28位，另有2位合聘教授：[1]

1. 臺大講座教授1位。
2. 特聘教授7位。
3. 教授15位（含合聘教師2位）。
4. 副教授4位。
5. 助理教授3位。

- 職員11位。
- 現有博士班研究生37人，碩士班研究生177人[2]。
- 歷年畢業之博生約232名、碩士生約2015名。[2]

## 研究領域
- 近年來研究重點為：波動與微/奈米機電系統、生醫與能源系統、跨尺度力學系統。
- 全所共28間研究實驗室。

## 歷任所長
| - 鮑亦興 - 李紹林 - 鮑亦興 - 吳光鐘 - 吳政忠 - 朱錦洲 - 劉佩玲 | - 郭茂坤 - 張建成 - 張家歐 - 王立昇 - 沈弘俊 - 陳國慶 |

## 知名所友

### 現任國立臺灣大學應用力學所教授
- 陳國慶[4]
- 陳瑞琳
- 江宏仁[5]
- 許聿翔
- 陳建甫
- 林哲宇

### 學術界
| - 曾繁根：清華大學工程與系統科學系/奈米工程與微系統所 特聘教授兼研發長 - 朱大舜：清華大學電機工程學系副教授 - 陳正宗：海洋大學河海工程系終身特聘教授 - 林資榕：海洋大學機械與機電工程學系特聘教授 - 黃俊誠：海洋大學商船系教授 - 李舒昇：海洋大學系統工程暨造船學系助理教授 - 王天楷：海洋大學地科所教授 - 劉正千：成功大學地科系特聘教授 - 李永春：成功大學機械工程學系特聘教授 - 吳明勳：成功大學機械工程學系副教授 - 方 中：成功大學土木工程學系教授 - 陳蓉珊：成功大學工科系副教授 - 葉思沂：成功大學航太工程學系助理教授 - 闕志哲：成功大學航太工程學系助理教授 - 涂庭源：成功大學生物醫學工程學系助理教授 - 陳旻宏：成功大學數學系副教授 - 郭志禹：中央研究院應科中心研究員 - 包淳偉：中央研究院應科中心研究員 - 喬 木：英屬哥倫比亞大學機械工程學系教授 - 高秋燕：克萊蒙特·麥肯納學院數學系副教授 - Bagus Muljadi（李念達）：諾丁漢大學化工與環工系助理教授 - 高國傑：日本靜岡大學工程學院數學系統工程系講師 - 盧中仁：臺灣大學機械工程學系副教授 - 吳文中：臺灣大學工程科學與海洋工程學系教授 - 蔡進發：臺灣大學工程科學與海洋工程學系教授 - 林致廷：臺灣大學電機工程學系教授 - 林博文：臺灣大學工商管理學系教授 - 康敦彥：臺灣大學化學工程學系教授 - 黃念祖：臺灣大學電機工程學系副教授 - 陳怡君：交通大學光電學院影像與生醫光電研究所助理教授 - 陳奕帆：陽明大學生醫光電所副教授 - 鍾志昂：中央大學機械工程學系教授兼兼系主任及能源所所長 - 陳世叡：中央大學機械工程學系副教授 - 陳怡君：中央大學光電系副教授 | - 黃家健：中興大學物理學系教授兼理學院副院長 - 戴慶良：中興大學機械工程學系教授 - 蔣雅郁：中興大學機械工程學系副教授 - 陳鵬文：中興大學應用數學系教授 - 張國恩：中正大學機械工程學系教授 - 莊婉君：中山大學機械與機電工程系副教授 - 郭清德：中山大學機械與機電工程系助理教授 - 謝孟璋：中山大學海下科技研究所助理教授 - 顏毅廣：臺北科技大學機械系副教授 - 陳永裕：大同大學機械系教授兼教務長暨校務研究辦公室執行長 - 張敏興：大同大學機械系教授 - 鄭江河：大葉大學機械與自動化工程學系教授 - 范育睿：北醫生物醫學工程學系副教授 - 廖駿偉：長庚大學機械工程學系教授 - 孫嘉宏：長庚大學機械工程學系助理教授 - 楊龍：淡江機械與機電系教授 - 陳世豪：高雄科技大學土木工程系副教授 - 童建樺：弘光科技大學資訊工程學系特聘教授 - 鍾孟軒：高雄海洋科技大學造船及海洋工程系教授 - 陳宏鐘：高雄海洋科技大學造船及海洋工程系兼任副教授 - 楊政達：高雄科技大學輪機工程系副教授 - 周卓明：正修科技大學機械系教授 - 黃自貴：虎尾科技大學機械設計工程學系教授兼系主任 - 羅斯維：雲林科技大學機械工程系教授 - 許進成：雲林科技大學機械工程系教授 - 賴進華：高苑科技大學土木工程系副教授（退休） - 蕭穎謙：德明財經科技大學流通管理系助理教授 - 張世鄉：遠東科技大學機械工程系教授兼研究發展處研究發展中心主任 - 張簡文添：輔英科技大學資訊科技與管理系副教授 - 喬國平：真理大學工管系副教授 - 洪信安：建國科技大學機械工程系暨製造科技研究所副教授 - 蔡崇道：蘭陽技術學院機電工程系助理教授 - 郭光輝：中華科技大學資管系助理教授 - 黃玉坤：南榮技術學院營建系副教授 - 林志明：東南技術學院營建與空間設計系副教授 - 丁幼傑：東南技術學院營建與空間設計系講師 - 吳穎：木柵高工配管科教師 |  |

### 財團法人界
- 柴駿甫：國家地震工程研究中心副主任
- 陳品誠：工研院材化所光電有機組研究主任 [8]

### 企業界[9]
- 劉元平：鳴周科技共同創辦人兼總經理[10][11]
- 宋柏勳：聆感智能科技聯合創辦人兼技術長。
- 邱景宏：鈺太科技董事長兼總經理[12]
- 高誌廷：普訊創投集團總經理兼合夥人、AZ Venture董事長兼總經理[13]
- 蔡龍善：宇祥科技股份有限公司負責人
- 翁冠群：益材科技股份有限公司董事長兼總經理
- 彭康瑜：美商同棪國際工程顧問股份有限公司(台灣分公司)總工程師
- 王繼宗：新思科技公司
- 劉導清：新思科技公司
- 胡宗和：臺灣併購與私募股權協會副秘書長
- 林建明：億觀生物科技股份有限公司創辦人[14]
- 陳昌佑：億觀生物科技股份有限公司創辦人
- 蔣存超：億觀生物科技股份有限公司創辦人
- 沈子霖（沈克義）：邑菖工程顧問有限公司總經理
- 陳立言：元榆牧場創辦人[15][16]

### 公家機關
- 王玨：廉政署肅貪組副組長[17]
- 張智奇：勞動部勞動及職業安全衛生研究所副研究員 [18]

### 補教界
- 吳笛：本名吳志忠，臺灣高中物理家教班名師
- 王立宏：本名湯國樑，研究所升學考試熱流領域名師

## 外部連結
- 國立台灣大學應用力學研究所（页面存档备份，存于）